# Mitglieder der Württembergischen Landstände 1868 bis 1870
Diese Liste umfasst die Mitglieder der Württembergischen Landstände des Königreichs Württemberg in der Wahlperiode von 1868 bis 1870.
Während dieser Wahlperiode tagte der 24. ordentliche Landtag vom 4. Dezember 1868 bis zum 24. Oktober 1870.

## Das Präsidium der Ersten Kammer (Kammer der Standesherren)
Präsident: Graf Albert von Rechberg zu Rothenlöwen und Hohenrechberg

Vizepräsident: Fürst Friedrich von Waldburg zu Wolfegg und Waldsee

## Die Mitglieder der Ersten Kammer

### Prinzen des Hauses Württemberg
- Königlicher Prinz Friedrich von Württemberg († 1870)
- Königlicher Prinz Wilhelm von Württemberg trat 1870 mit dem Erreichen der Volljährigkeit in die Kammer ein
- Königlicher Prinz August von Württemberg war in dieser Wahlperiode nie persönlich anwesend
- Herzog Alexander Konstantin von Württemberg
- Herzog Eugen III. Alexander Erdmann von Württemberg
- Herzog Wilhelm Eugen (IV.) von Württemberg trat 1870 in die Kammer ein
- Herzog Wilhelm von Württemberg war in dieser Wahlperiode nie persönlich anwesend
- Herzog Nikolaus von Württemberg war in dieser Wahlperiode nie persönlich anwesend
- Herzog Maximilian von Württemberg war 1870 persönlich anwesend
- Herzog Friedrich Alexander von Württemberg war nie persönlich anwesend und ließ sich vertreten
- Herzog Philipp von Württemberg war nie persönlich anwesend und ließ sich vertreten

### Standesherren
- Fürst Karl Egon III. zu Fürstenberg war in dieser Wahlperiode nie persönlich anwesend und ließ sich vertreten
- Fürst Albert zu Hohenlohe-Bartenstein-Jagstberg
- Fürst Karl zu Hohenlohe-Bartenstein wurde zeitlebens wegen mangelnder Befähigung von seinem Bruder und Vormund, dem Fürsten Albert zu Hohenlohe-Bartenstein-Jagstberg, vertreten.
- Fürst Hermann zu Hohenlohe-Langenburg
- Fürst Hugo zu Hohenlohe-Öhringen war in dieser Wahlperiode nie persönlich anwesend und ließ sich vertreten
- Fürst Friedrich zu Hohenlohe-Waldenburg-Schillingsfürst bzw. als Stellvertreter sein Sohn Nikolaus zu Hohenlohe-Waldenburg-Schillingsfürst
- Graf Gustav von Königsegg-Aulendorf
- Fürst Wilhelm zu Löwenstein-Wertheim-Freudenberg war vertreten durch den Fürsten zu Hohenlohe-Langenburg und 1870 auch persönlich anwesend
- Fürst Karl zu Löwenstein-Wertheim-Rosenberg war in dieser Wahlperiode nie persönlich anwesend und ließ sich auch nicht vertreten
- Graf Erwin Franz von Neipperg war nie persönlich anwesend
- Fürst Otto zu Oettingen-Spielberg
- Fürst Karl Friedrich Kraft zu Oettingen-Wallerstein
- Graf Kurt von Pückler-Limpurg
- Graf Otto Wilhelm von Quadt zu Wykradt und Isny
- Graf  Albert von Rechberg und Rothenlöwen zu Hohenrechberg, bzw. sein Sohn Otto von Rechberg und Rothenlöwen zu Hohenrechberg als Stellvertreter
- Graf Julius von Schaesberg-Thannheim († 1870)
- Fürst Ferdinand zu Solms-Braunfels
- Fürst Maximilian Karl von Thurn und Taxis war nie persönlich anwesend
- Fürst Friedrich von Waldburg zu Wolfegg und Waldsee bzw. vertreten von Franz von Waldburg zu Wolfegg und Waldsee
- Fürst Wilhelm von Waldburg zu Zeil und Trauchburg
- Fürst Eberhard II. von Waldburg zu Zeil und Wurzach
- Graf Richard zu Waldeck-Pyrmont
- Fürst Alfred zu Windischgrätz war in dieser Wahlperiode nie persönlich anwesend und ließ sich vertreten

### Auf Lebenszeit ernannte Mitglieder
- Fidel Baur von Breitenfeld
- Ernst von Geßler
- Freiherr Emil von Holzschuher trat 1869 in die Kammer ein
- Johannes von Kuhn trat 1868 in die Kammer ein
- Freiherr Joseph von Linden
- Freiherr Carl von Linden († 1870)
- Freiherr Constantin von Neurath
- Andreas von Renner
- Karl Friedrich von Sigel
- Hermann von Werner trat 1870 in die Kammer ein

## Das Präsidium der Zweiten Kammer (Kammer der Abgeordneten)
Alterspräsident: Friedrich Wilhelm Pfäfflin

Präsident: Dr. Theodor Geßler bis zu seiner Mandatsniederlegung 1870

Vizepräsident: Rudolf Probst der seit dem 21. Juli 1870 das Präsidium übernahm

## Die 23 bevorrechtigten Mitglieder der Zweiten Kammer

### Vertreter der Ritterschaft des Neckarkreises
- Freiherr Rudolf von Gaisberg-Helfenberg
- Freiherr Wilhelm von Gemmingen-Guttenberg-Bonfeld
- Freiherr Karl von Varnbüler

### Vertreter der Ritterschaft des Jagstkreises
- Freiherr Adolf von Crailsheim
- Freiherr Adolf Hofer von Lobenstein
- Reichsgraf Friedrich von Zeppelin-Aschhausen

### Vertreter der Ritterschaft des Schwarzwaldkreises
- Freiherr Wilhelm von Gültlingen
- Freiherr Edmund von Ow
- Freiherr Kuno von Wiederhold

### Vertreter der Ritterschaft des Donaukreises
- Freiherr Wilhelm König von Königshofen
- Freiherr Richard König von und zu Warthausen
- Freiherr Karl von Palm
- Moritz Schad von Mittelbiberach

### Vertreter der evangelischen Landeskirche
- Generalsuperintendent von Heilbronn: Hermann Adolf von Stock
- Generalsuperintendent von Ludwigsburg: Albert von Hauber
- Generalsuperintendent von Reutlingen: Dr. Christian Friedrich von Dettinger
- Generalsuperintendent von Hall: Gebhard von Mehring
- Generalsuperintendent von Tübingen: Christian Gottlob von Moser und seit 1869 Dr. Ludwig von Georgii
- Generalsuperintendent von Ulm: Karl Ludwig von Weitzel († 1870)

### Vertreter des Bistums Rottenburg
- Bischof von Rottenburg: Josef von Lipp bis 1869, gefolgt von Karl Joseph von Hefele.  Beide Bischöfe ließen ihr Mandat stets ruhen
- Domkapitular von Rottenburg: Anton von Dannecker
- Dienstältester katholischer Dekan: Thomas von Maier

### Kanzler der Universität Tübingen
- Theodor von Gessler

## Die 70 gewählten Abgeordneten der Zweiten Kammer

### Die Abgeordneten der sieben „guten Städte“
| Stadt       | Name                  | Partei                             |
| ----------- | --------------------- | ---------------------------------- |
| Stuttgart   | Dr. Heinrich von Sick |                                    |
| Tübingen    | Sigmund Schott        | parteilos, aber der VP nahestehend |
| Ludwigsburg | Viktor Körner         | DP                                 |
| Ellwangen   | Leonhard Bayrhammer   | Gegner der Kleindeutschen Lösung   |
| Ulm         | Dr. Eduard Pfeiffer   | DP                                 |
| Heilbronn   | Karl Reibel           | Gegner der Kleindeutschen Lösung   |
| Reutlingen  | Georg Stumpp          | Gegner der Kleindeutschen Lösung   |

### Die Abgeordneten der Oberämter desNeckarkreises
| Oberamt           | Name                             | Partei                                |
| ----------------- | -------------------------------- | ------------------------------------- |
| Backnang          | Ferdinand Nägele                 | parteilos, aber der VP nahestehend    |
| Besigheim         | Karl Mayer                       | VP                                    |
| Böblingen         | Dr. Otto Elben                   | DP                                    |
| Brackenheim       | Georg von Schneider              |                                       |
| Cannstatt         | Johann Ludwig Lemppenau († 1870) |                                       |
| Cannstatt         | Franz von Weber                  | Befürworter der Kleindeutschen Lösung |
| Esslingen         | Karl Deffner                     | von großdeutscher Gesinnung           |
| Heilbronn (Amt)   | Karl Haag                        |                                       |
| Leonberg          | Friedrich Bayha                  | DP                                    |
| Ludwigsburg (Amt) | Gustav Körner                    | VP                                    |
| Marbach           | Wilhelm Weith                    | VP                                    |
| Maulbronn         | Louis Bareiß                     | VP                                    |
| Neckarsulm        | Ludwig von Schwandner            | Landespartei                          |
| Stuttgart (Amt)   | Wilhelm Wiedemann                | VP                                    |
| Vaihingen         | Franz Hopf                       | Gegner der Kleindeutschen Lösung      |
| Waiblingen        | Hermann Heß                      | VP                                    |
| Weinsberg         | Hermann Niethammer               | VP                                    |

### Die Abgeordneten der Oberämter desJagstkreises
| Oberamt         | Name                                      | Partei                                |
| --------------- | ----------------------------------------- | ------------------------------------- |
| Aalen           | Dr. Moriz Mohl                            |                                       |
| Crailsheim      | Dr. Otto von Sarwey                       | Befürworter der Kleindeutschen Lösung |
| Ellwangen (Amt) | Ludwig Zimmerle (verlor sein Mandat 1870) | Befürworter der Großdeutschen Lösung  |
| Ellwangen (Amt) | Friedrich Retter                          |                                       |
| Gaildorf        | Karl Lanzberg                             |                                       |
| Gerabronn       | Gottlob Friedrich Egelhaaf                | parteilos, aber der VP nahestehend    |
| Gmünd           | Albert Karle († 1869)                     |                                       |
| Gmünd           | Alois von Wiest                           | Gegner der Kleindeutschen Lösung      |
| Hall            | August Oesterlen                          | VP                                    |
| Heidenheim      | Dr. Friedrich Ammermüller                 |                                       |
| Künzelsau       | August Becher                             |                                       |
| Mergentheim     | Freiherr Dr. Hermann von Mittnacht        |                                       |
| Neresheim       | Joseph Laurentius Ruf                     | Landespartei                          |
| Öhringen        | Otto Möricke († 1869)                     |                                       |
| Öhringen        | Albert Neuffer                            | Gegner der Kleindeutschen Lösung      |
| Schorndorf      | August von Hofacker                       | Landespartei                          |
| Welzheim        | Jakob Friz                                | stand der DP nahe                     |

### Die Abgeordneten der Oberämter desSchwarzwaldkreises
| Oberamt          | Name                       | Partei                                                         |
| ---------------- | -------------------------- | -------------------------------------------------------------- |
| Balingen         | Louis Schwarz              | VP                                                             |
| Calw             | Emil Georgii               | VP                                                             |
| Freudenstadt     | Wilhelm Walther            |                                                                |
| Herrenberg       | Georg Renschler            | Gegner der Kleindeutschen Lösung                               |
| Horb             | Wilhelm Erath              | VP                                                             |
| Nagold           | Christoph Geigle           |                                                                |
| Neuenbürg        | Peter Paul Cavallo         | Gegner der Kleindeutschen Lösung                               |
| Nürtingen        | Gottlob Eberhardt          |                                                                |
| Oberndorf        | Augustin Gutheinz          | VP                                                             |
| Reutlingen (Amt) | Johannes Rehm              | Befürworter der Kleindeutschen Lösung                          |
| Rottenburg       | Georg Vogt                 | DP                                                             |
| Rottweil         | Johannes Bürk              | Gegner der Kleindeutschen Lösung                               |
| Spaichingen      | Wilhelm Vayhinger          | parteilos, aber der VP nahestehend                             |
| Sulz             | Friedrich Wilhelm Pfäfflin |                                                                |
| Tübingen (Amt)   | Karl Hermann von Hörner    |                                                                |
| Tuttlingen       | Christian Storz            |                                                                |
| Urach            | Dr. Carl Fricker           | Gegner der Kleindeutschen Lösung. Befürworter eines Südbundes. |

### Die Abgeordneten der Oberämter desDonaukreises
| Oberamt    | Name                                          | Partei                           |
| ---------- | --------------------------------------------- | -------------------------------- |
| Biberach   | Rudolf Probst                                 | Fraktion der Linken              |
| Blaubeuren | Karl Nüßle                                    | Gegner der Kleindeutschen Lösung |
| Ehingen    | Karl von Schmid                               | DP                               |
| Geislingen | Dr. Robert Römer                              | DP                               |
| Göppingen  | Dr. Julius Hölder                             | DP                               |
| Kirchheim  | Christian Mayer                               | DP                               |
| Laupheim   | Dr. Wilhelm Vollmer                           | Gegner der Kleindeutschen Lösung |
| Leutkirch  | Ernst Völmle                                  | Gegner der Kleindeutschen Lösung |
| Münsingen  | Johann Christian Geiger                       | VP                               |
| Ravensburg | Konrad Lupberger                              | Gegner der Kleindeutschen Lösung |
| Riedlingen | Josef Anton Knittel (verlor 1868 sein Mandat) |                                  |
| Riedlingen | Oswald Bokmayer († 1869)                      |                                  |
| Riedlingen | Johann Philipp Gustav Wolbach                 | VP                               |
| Saulgau    | Friedrich Küble                               |                                  |
| Tettnang   | Alois Wilhelm Maier                           |                                  |
| Ulm (Amt)  | Gustav von Horn                               |                                  |
| Waldsee    | Johannes Uhl                                  | VP                               |
| Wangen     | Xaver Dentler                                 | Fraktion der Linken              |